# Susanna Salonen
Susanna Salonen (Lahti, 1966) è una regista finlandese naturalizzata tedesca. Ha vinto il Premio Adolf Grimme nel 2016 con il film Patong Girl

## Biografia
Susanna Salonen è nata in Finlandia nel 1966 ed è cresciuta a Lubecca dal 1973, dove si è diplomata nel 1986.
Ha maturato la sua prima esperienza cinematografica nel 1988 come seconda assistente alla macchina da presa nel lungometraggio Cha Cha Cha di Mika Kaurismäki. Ha poi lavorato come illuminatore e assistente alla macchina fotografica per documentari e lungometraggi.
Il suo primo lavoro alla regia, A Tokyo Fusebox, è stato scritto per caso durante un viaggio in Giappone nel 1998 e racconta le sue esperienze come hostess in un club del quartiere dei divertimenti Roppongi di Tokyo e la vita come straniera a Tokyo. Il film è stato presentato in anteprima al Forum della Berlinale nel 1999. Il successivo film Monsoonregen è il  diario di un viaggio con i mezzi pubblici da Phuket attraverso la Cambogia e il Vietnam sino a Hong Kong. Lungo l'itinerario, Salonen incontra mondi di vita molto diversi, come ex soldati Khmer Rossi in Cambogia o occidentali ai giochi televisivi di Hong Kong. I documentari Shea Surfergirl, Red and Blues e la storia autobiografica The Beginning hanno avuto un buon successo. All'evento televisivo 24 Ore di Berlino ha accompagnato il sindaco in carica Klaus Wowereit. Salonen lavora come regista e come camerawoman. È membro della German Film Academy.
Nel 2016 le è stato assegnato il Premio Grimme per il lungometraggio Patong Girl, del quale ha anche scritto la sceneggiatura, e che si basa sulla sua esperienza come istruttrice subacquea a Phuket, in Thailandia.

## Filmografia
- 1999 - A Tokyo Fusebox - Documentario
- 2000 - Monsoonregen - Documentario
- 2002 - Shea Surfergirl - Documentario
- 2004 - Red und Blues - Documentario
- 2006 - Der Anfang war gut - Documentario
- 2008 - 24 Stunden Berlin - Documentario
- 2012 - Man for a Day
- 2012 - Beziehungsweisen
- 2013 - Die Arier
- 2014 - Patong Girl
- 2018 - E alla fine l'amore - Film TV
- 2020 - Expedition Arktis